# Hu Yueyue
Hu Yueyue (chinesisch 胡悦悦, Pinyin Hú Yuèyuè; * 13. März 1990) ist eine ehemalige chinesische Tennisspielerin.

## Karriere
Hu spielte hauptsächlich Turniere auf der ITF Women’s World Tennis Tour, wo sie einen Titel im Doppel gewinnen konnte.

## Turniersiege

### Doppel
| Nr. | Datum        | Turnier  | Kategorie   | Belag     | Partnerin | Finalgegnerinnen        | Ergebnis         |
| --- | ------------ | -------- | ----------- | --------- | --------- | ----------------------- | ---------------- |
| 1.  | 2. Juni 2012 | Gimcheon | ITF $25.000 | Hartplatz | Xu Yifan  | Liang Chen Sun Shengnan | 6:0, 3:6, [10:7] |